# ZooCube
ZooCube (Japans: ズーキューブ) is een videospel dat oorspronkelijk werd uitgebracht voor de Nintendo GameCube en de Game Boy Advance in 2002. Later volgde ook andere platforms. Het speelveld wordt isometrisch weergegeven. Het spel is een puzzelspel waarbij onderdelen van dieren bij elkaar gezocht moeten worden.

## Platforms
| Jaar | Platform                   |
| ---- | -------------------------- |
| 2002 | GameCube, Game Boy Advance |
| 2003 | Windows                    |
| 2004 | Mobiele telefoon           |
| 2006 | PlayStation 2              |

## Ontvangst
| Beoordeeld door | Platform         | Datum            | Score |
| --------------- | ---------------- | ---------------- | ----- |
| Deaf Gamers     | GameCube         | 2002             | 90%   |
| IGN             | Game Boy Advance | 7 juni 2002      | 78%   |
| 7Wolf Magazine  | Windows          | 26 november 2003 | 75%   |
| GameZone        | GameCube         | 28 juni 2002     | 74%   |
| GameSpot        | GameCube         | 5 juni 2002      | 73%   |
| Jeuxvideo.com   | Game Boy Advance | 2 augustus 2002  | 70%   |
| Gaming Target   | Game Boy Advance | 24 juni 2002     | 70%   |
| Game Chronicles | GameCube         | 16 juni 2002     | 59%   |
| IGN             | GameCube         | 11 juni 2002     | 53%   |
| Game Critics    | GameCube         | 24 juli 2002     | 50%   |